# ترامونتانا (خودرو اسپورت)

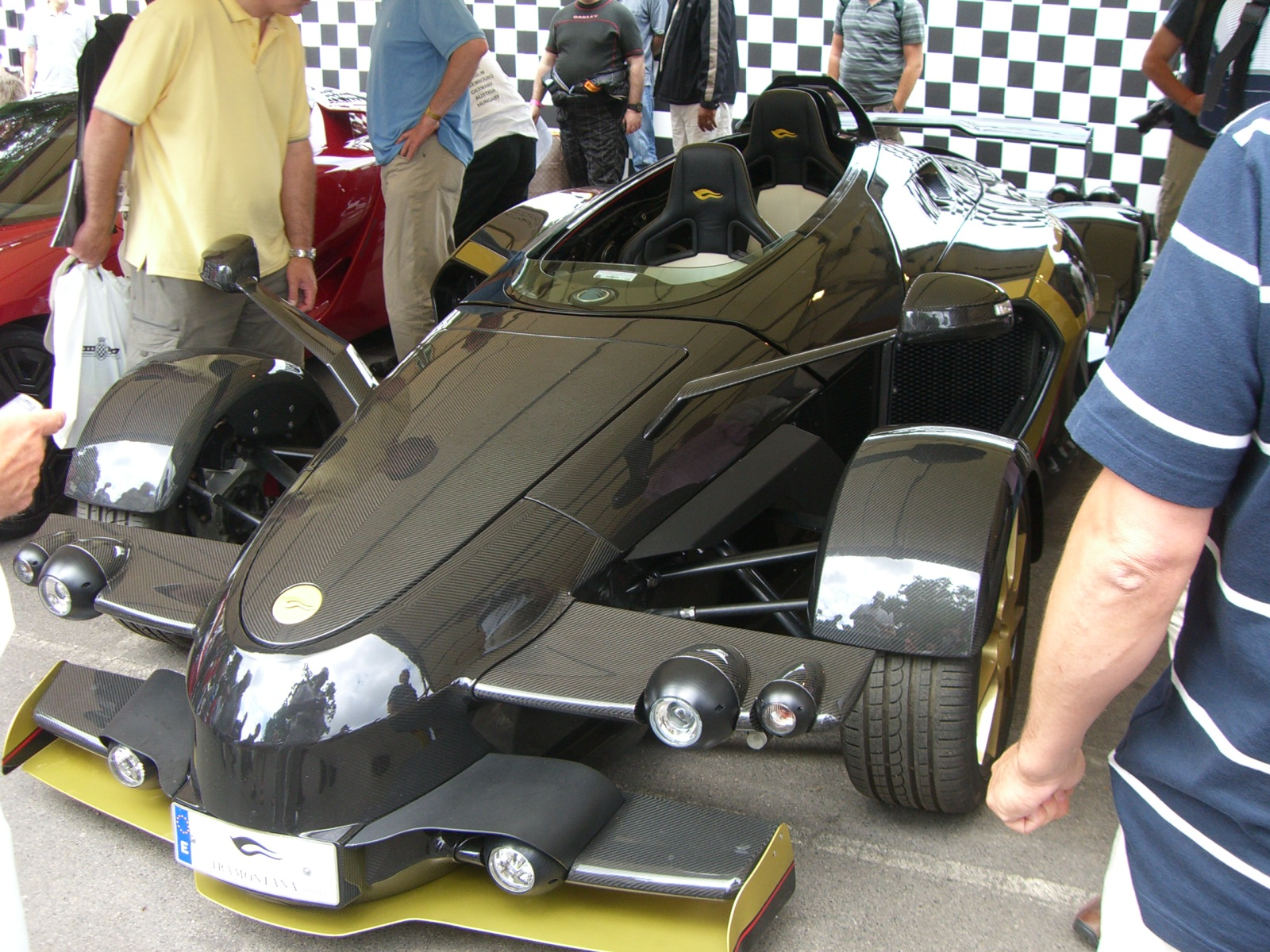

ترامونتانا (خودرو اسپورت) (Tramontana (sports car)) خودرویی است که از سال ۲۰۰۷ تا کنون تولید شده‌است.
این خودرو در کلاس خودرو اسپورت قرار گرفته، طول آن در حالت طبیعی ۴٬۹۰۰ میلیمتر (۱۹۲٫۹ اینچ)، عرض آن در حالت طبیعی ۲٬۰۸۰ میلیمتر (۸۱٫۹ اینچ) و ارتفاع آن در حالت طبیعی ۱٬۳۰۰ میلیمتر (۵۱٫۲ اینچ) و وزن آن در حالت طبیعی ۱٬۲۶۸ کیلوگرم (۲٬۷۹۵ پوند) است. سیستم جعبه‌دندهٔ آن ۶ دنده است.